# Sophronica fulvicollis
Sophronica fulvicollis là một loài bọ cánh cứng trong họ Cerambycidae.